# اومرشنس
اومرشنس (به هلندی: Ommerschans) یک منطقهٔ مسکونی در هلند است که در اومن واقع شده‌است. اومرشنس ۲۹۰ نفر جمعیت دارد.